# Забайкальская митрополия
Забайка́льская митропо́лия — митрополия Русской Православной Церкви, образованная в пределах Забайкальского края.

## История
Образована 25 декабря 2014 года решением Священного Синода. Главой митрополии назначен правящий архиерей Читинской епархии.

### Митрополиты
- Владимир (Самохин) (25 декабря 2014 — 3 июня 2016)
- Димитрий (Елисеев) (с 27 декабря 2016)

## Епархии
Включает в себя две епархии:

### Нерчинская епархия
Территория: Агинский, Александрово-Заводский, Балейский, Борзинский, Газимуро-Заводский, Дульдургинский, Забайкальский, Калганский, Каларский, Карымский, Краснокаменский, Могойтуйский, Могочинский, Нерчинский, Нерчинско-Заводский, Оловяннинский, Ононский, Приаргунский, Сретенский, Тунгиро-Олекминский, Тунгокоченский, Чернышевский, Шелопугинский и Шилкинский районов Забайкальского края.

### Читинская епархия
Территория: город Чита, Акшинский, Красночикойский, Кыринский, Петровск-Забайкальский, Улётовский, Хилокский и Читинский районы Забайкальского края.